# The Futon Critic
The Futon Critic est un site web proposant des articles basés sur les séries télévisées, leur type de diffusion (prime time) selon la grille des programmes aux États-Unis, leurs audiences ainsi que tout sujet liés aux séries (attribution des rôles, choix des producteurs, etc.). Le site republie également les données d'audience de Nielsen et les communiqués de presse fournis par les chaînes de télévision. The Futon Critic a été fondé par Brian Ford Sullivan en 1997.

## Histoire
Brian Ford Sullivan, PDG de Futon Media, enregistre le nom « The Futon Critic » le 14 janvier 1997,. Depuis sa création, le site publie des critiques sur les programmes diffusés aux heures de grande écoute, ainsi que des entretiens réalisés par son personnel avec des membres de l'industrie télévisuelle. Le site contient également des sections d'articles consacrées à la republication de communiqués de presse, de programmes de chaînes et de données d'audience Nielsen, qui ont été cités dans des articles sur des sites web tels que The Huffington Post et TV by the Numbers,,. Ses publications de données d'audience Nielsen ont également été utilisées comme ressource par des institutions telles que l'université du Colorado à Boulder et l'université Temple,.
En 2009, Sullivan apparaît dans l'émission « The Nick Digilio Show » de WGN pour discuter de la télévision et des Nominations aux Emmy Awards de l'année au nom du site. En 2010, Sullivan annonce la création d'une nouvelle section du site consacrée au suivi de la disponibilité des programmes sur les plateformes de distribution numérique, qui sera lancée en août de la même année. Il annonce également la production d'un pilote de télévision qui sera diffusé dans la section quelque temps après son lancement ; intitulé .comEDY, il est présenté comme un regard comique sur les effets de l'éclatement de la bulle Dot-com autour de la Silicon Valley.
Le site cesse de publier des critiques et des interviews originales au début de l'année 2013. En 2022, le site n'affiche plus de contenu original significatif, mais continue d'être mis à jour régulièrement avec des communiqués de presse de divers organes de presse, des mises à jour sur le développement et des listes de programmes saisonniers.